# Campo sportivo Gianpiero Combi
Le Campo sportivo Gianpiero Combi (en français : Terrain sportif Gianpiero Combi), plus couramment abrégé en Campo Combi (en français : Terrain Combi) ou encore en Campo  G.P. Combi (en français : Terrain G.P. Combi), et également connu sous le nom de Campo Combi-Marchi-Caligaris (en français : Terrain Combi-Marchi-Caligaris), est le nom de l'ancien centre d'entraînement du club de football de la Juventus, basé dans le sud de la ville de Turin, dans le Piémont.
La structure, inaugurée en 1943 puis démolie en 2004, servait de centre d'entraînement pour l'équipe première et les équipes de jeunes de la Juventus (entre 1943 et 1990 pour l'équipe première et entre 1943 et 2003 pour les équipes de jeunes), puis de stade principal pour les équipes de jeunes (entre 1943 et 2003).

## Histoire
« Le Combi était un souffle, le Filadelfia un battement de cœur [...] Au Combi nous parlions en Scudetto, au Filadelfia en dialecte. »

— Roberto Beccantini, Sport Universitario, 2013
En 1941, la Juventus obtient de la municipalité la concession d'un terrain situé en face du virage sud du Stadio Municipale di Torino Benito Mussolini et à proximité de l'Institut de repos de la vieillesse ainsi que du club de loisirs du journal La Stampa. Le club s'entraîne alors jusqu'ici près de la Piazza d'Armi.
Inauguré sous le nom de Campo Sportivo Juventus (et rebaptisé treize ans plus tard à la mémoire de Gianpiero Combi, ancien capitaine emblématique du club et décédé en 1956) par le président de l'époque Piero Dusio, l'infrastructure faisait la taille de 30 000 m² et pouvait accueillir 2 500 spectateurs en tribunes,.
Le club est propriétaire du lieu dans un premier temps, et ce jusqu'en 1949, date à laquelle la municipalité récupère la propriété du centre.
L'équipe d'Italie militaire de football s'entraîne un temps dans le centre durant la décennie des années 1950, ainsi que l'équipe d'Italie pour préparer la coupe du monde 1978 et l'euro 1980.

### Fermeture et démolition
Abandonné à la suite du transfert des équipes de jeunes de la Juventus au Centro Sisport à Orbassano, ainsi qu'au réaménagement urbain du quartier en vue des Jeux olympiques d'hiver de 2006 accueillis par la capitale piémontaise, le centre est remplacé depuis 2011 par le Palazzo del Nuoto et par un parking souterrain à l'usage de la Faculté d'Économie et de Commerce de l'Université de Turin.

## Installations
La structure de la zone est inspirée par l'architecture des installations sportives britanniques des années 1940, comprenant entre autres :
- Un terrain de jeu principal aux dimensions 105 x 70 m[13] entouré d'une tribune de 2 500 spectateurs[10],[16] située sur le côté ouest.
- Un terrain de jeu aux dimensions 94 x 55 m nommé d'après les frères Pio et Guido Marchi, joueurs formés par le club dans les années 1910[17] (également utilisé comme terrain d'entraînement pour les équipes adverses de la Juventus la veille d'un match)[18].
- Un second terrain de jeu aux dimensions 94 x 55 m nommé en 1973 à titre posthume d'après Umberto Caligaris[19], ancienne gloire du club des années 1930, et accessible aux équipes de jeunes du club[15].
- Un entrepôt pour les équipements[13].